# Gilles Ghez
Gilles Ghez, artista plástico francés nacido el 9 de julio de 1945 en París.

## Datos biográficos
Gilles Ghez es uno de los nietos del pintor montmartrense Georges Émile Capon (1890-1980), al cual la pintura de las vecinas y de los figones del barrio confirió notoriedad entre las dos grandes guerras del siglo XX. Varios años después de la desaparición de André Breton, el crítico de arte José Pierre presentó a los lectores de la Revista literaria algunos artistas que, según él, eran relevantes del surrealismo : Theo Gerber (15 de abril de 1928 - 18 de octubre de 1997), Iván Tovar (nacido en 1942), y  Gilles Ghez. Este último ha expuesto principalmente en Francia, pero también en Bélgica y en Israel. La Villa Tamaris centro de arte (La Seyne-sur-Mer) ha organizado en 2010 una retrospectiva de su obra : "Gilles Ghez, Inventaire 1970-2010, Viajes en una vida".

## Exposiciones personales
- 1969 : Galería M.J. Dumay, París
- 1972 : Casa de las Jóvenes de Neuilly, Neuilly-sobre-Sena
- 1974 : Taller Jacob, París
- 1975 : « Armas y equipajes», Galería Verrière, Lyon
- 1976 : Teatro Galería Los talleres, Lyon
- 1977 : Librería Galería de Witte, Courtrai, Bélgica
- 1980 : Galería Bar de la aventura, Caroline Corre, París
- 1981 : Galería Jade, Colmar
- 1982 : Galería Bar de la aventura, Caroline Corre, París
- 1984 : Galería Bar de la aventura, Caroline Corre, París
- 1987 : Centro Georges Pompidou
- 1988 : Centro cultural de Niort Centra cultural de Nantesthéâtre de Caen : Galería Pascal Gabert, París  «Antes sabor, antes Praga», Agora de Evry Hotel del departamento, Bobigny
- 1989 : Galería Pascal Gabert, París
- 1990 : Centra de Arte Contemporáneo, Montbéliard
- 1995 : Galería Lo otro museo, Bruselas
- 1996 : Centre lotois de arte contemporáneo, Figeac
- 1999 : Galería Bruno Delarue, Étretat
- 2000 : Galería Bruno Delarue, Apuestas Galería Pascal Gabert, París
- 2001 : Arsenal de Metz
- 2004 : Galería Pascal Gabert, París
- 2007 : Palacio Bénédictine, Fécamp
- 2008 : « Cuentos de la mar interior », Collégiale Saint-Pierre-el-Puellier, Orleans
- 2010 : « Pharamineux », Viejo Faro de Penmarch, Penmarch
- 2010 : « Inventaire 1970-2010, Viajes en una vida », Villa Tamaris Centro de arte, La Seyne-sobre-Mar
- 2013 : « Amazing Ghez », Espacio de arte contemporáneo André Malraux, Colmar

## Exposiciones  colectivas
- 1984 : Salón Grande y Joven de hoy, París
- 1986 : Realización de tres diaporamas para el Museo de Villette
- 1988 : Galería Jade, Feria Internacional de Basilea
- 1989 : Galería Caroline Corre, Apuestas « de Jeanne Coppel a Gilles Ghez », Galería El tiempo de ver, Maillot
- 1994 : Los pintores de historias, Nápoles
- 1997 : « Bajo el abrigo », Galería Thaddaeus Ropac
- 2001 :  « 111 artistas para una figura », Galería Pascal Gabert
- 2003 : « Cajas », Galería Lefort-Openo
- 2009 : « 4 en libertad », Galería Pascal Lainé, Ménerbes

## Libros ilustrados[1]
- 1976 : Canción de gesto, de Jean-Michel Goutier, ill. de G. Ghez. París, El Sol negro.
- 1979 : Los ojos en los ojos, de Gérard Legrand, frontispice de G. Ghez. París, Ellébore.
- 1983 : A las mañanas de las corneilles, de Françoise Julien, ill. de G. Ghez, Françoise Jones, Rikki, Jean-Marc Debenedetti. París, Ellébore.
- 1984 : Momias, de Jean-Marc Debenedetti, aguas-fuertes de G. Ghez. París, Ellébore.
- 1996 : Los guantes a las manos de I., de Fabrice Pataut, agua-fuerte de G. Ghez. París, Manera Negra.
- 2002 : Rin, de Fabrice Pataut, ill. y linogravures de G. Ghez. Vernon, Manera Negra.
- 2002 : Kapok, seguimiento de Hélène o el trabajo del tiempo, de Hervé Chayette, ill. de G. Ghez. Villeurbanne, Urdla.
- 2013 : Las luces délavées, o la niñez contraria, de Jean Bazin (poeta) y Jean-Michel El Gallo, ill. de G. Ghez, Théo Gerber... París, El Harmattan.